# Ash (regista)
Ash, pseudonimo di Ashley Baron-Cohen (Londra, 1º giugno 1967), è un regista, sceneggiatore, produttore cinematografico, direttore della fotografia, montatore e attore britannico.

## Biografia
Nato a Londra in una famiglia ebraica ortodossa di origini lituane (infatti, il cognome originale della famiglia del regista era "Baruch-Cohen", in seguito anglofonizzato in Baron-Cohen), è fratello dell'accademico Simon Baron-Cohen e cugino del comico e attore Sacha Baron Cohen.

## Filmografia

### Regista
- Bang (1995)
- Pups (1999)
- Little Warriors (2002)
- This Girl's Life (2003)
- The Confession (2005)
- The Wild Ones (2010)
- The Blind Bastards Club (2012)

### Sceneggiatore
- Bang (1995)
- Pups (1999)
- Little Warriors (2002)
- This Girl's Life (2003)
- The Confession (2005)
- The Wild Ones (2010)
- The Blind Bastards Club (2012)

### Attore
- Pups (1999)